# Ribeauvillé
Ribeauvillé (deutsch Rappoltsweiler, elsässisch Rappschwihr) ist eine französische Stadt mit 4.723 Einwohnern (1. Januar 2022) im Département Haut-Rhin  in der Europäischen Gebietskörperschaft Elsass und in der Region Grand Est. Die Stadt gehört zum Kanton Sainte-Marie-aux-Mines und ist Sitz des Gemeindeverbandes Pays de Ribeauvillé. Sie war bis zum 31. Dezember 2014 Sitz der Unterpräfektur (französisch Sous-préfecture) des Arrondissements Ribeauvillé.

## Geographie
Ribeauvillé liegt 15 Kilometer nordwestlich von Colmar am Ostrand der Vogesen am Talausgang des Strengbachs auf 185 m ü. NHN. Das Gemeindegebiet gehört zum Regionalen Naturpark Ballons des Vosges und erstreckt sich von der Rheinebene über die von Weinkulturen geprägte Vorbergzone bis auf den Gipfel des 992 m hohen Taennchel im Westen. Durch die Stadt verläuft die Elsässer Weinstraße (Route des Vins d’Alsace). Wenige Kilometer östlich liegt der Bahnhof Ribeauvillé an der Bahnstrecke Strasbourg–Basel.

## Geschichte
Zahlreiche Münzfunde – darunter eine 1745 entdeckte Goldmünze mit dem Abbild Kaiser Hadrians – belegen die frühe Anwesenheit der Römer an dieser Siedlungsstätte. Rappoltsweiler (lat. Rappolti villa) wird erstmals 759 als Ratbaldouilare erwähnt; weitere Nennungen sind Ratbertouillare (768), Ratpoldesuilare (896) und Rapolswilre (1162). Auch der französische Ortsname wird schon im späten Mittelalter genannt (1344 Ribauvillers). 1290 ist Rappoltsweiler erstmals als Stadt bezeugt.
1311 gab es eine jüdische Gemeinde mit einer Synagoge. 1338 wurden die Juden in der Unterstadt während der Armledererhebung verfolgt. Während der Pestpogrome wurde die jüdische Gemeinde 1348/49 zerstört.
Seit 1038 sind die Herren zu Rappoltstein urkundlich fassbar, die bis 1673 die Rechte der Stadtherren ausübten. Nach deren Aussterben fiel die Herrschaft Rappoltstein (Ribeaupierre) und mit ihr die Stadt an Pfalz-Birkenfeld, ab 1734 Pfalz-Birkenfeld-Zweibrücken.
1680/81 kamen die Stadt und die Herrschaft Rappoltstein vom Heiligen Römischen Reich unter die Souveränität Frankreichs, jedoch wurde die französische Verwaltung erst im Zuge der Auflösung der Feudalherrschaften mit der Französischen Revolution 1789 eingeführt und dies 1801 auch völkerrechtlich sanktioniert.
Am 13. Januar 1835 wurde in der evangelischen Kirche eine Gedenktafel für den im Ort geborenen Theologen Philipp Jacob Spener angebracht. Im Jahr 1861 hatte Rappoltsweiler 7181 Einwohner. Um 1900 hatte Rappoltsweiler eine evangelische und zwei katholische Kirchen, eine Synagoge, eine Realschule, ein Amtsgericht und eine Oberförsterei.
Von 1871 bis 1918 war die Stadt Verwaltungssitz des elsaß-lothringischen Kreises Rappoltsweiler.
Während der deutschen Besatzung im Zweiten Weltkrieg wurden die wenigen im Ort verbliebenen jüdischen Einwohner nach Südfrankreich deportiert. Nach Angaben von Yad Vashem kamen zwölf ehemalige jüdische Einwohner während der NS-Zeit ums Leben.

### Demographie
| Jahr | Einwohner | Anmerkungen |
| ---- | --------- | --- |
| 1821 | 5246      | davon 3801 Katholiken, 998 Protestanten, 35 Täufer und 412 Juden                                                     |
| 1861 | 7181      | [ 5 ] |
| 1866 | 7146      | [ 8 ] |
| 1872 | 6320      | am 1. Dezember, in 781 Häusern                                                                                       |
| 1880 | 6013      | am 1. Dezember, auf einer Fläche von 3195 ha, in 768 Häusern, davon 4638 Katholiken, 1132 Protestanten und 207 Juden |
| 1885 | 5904      | davon 4587 Katholiken, 1115 Protestanten und 174 Juden                                                               |
| 1890 | 5920      | [ 5 ] |
| 1905 | 5986      | meist katholische Einwohner, nach anderen Angaben 5990 Einwohner                                                     |
| 1910 | 5846      | auf einer Fläche von 3195 ha                                                                                         |

| Jahr      | 1962 | 1968 | 1975 | 1982 | 1990 | 1999 | 2007 | 2017 |
| --------- | ---- | ---- | ---- | ---- | ---- | ---- | ---- | ---- |
| Einwohner | 4314 | 4137 | 4282 | 4506 | 4774 | 4929 | 4916 | 4729 |

## Kultur und Sehenswürdigkeiten

### Stadtbild
Die Altstadt von Ribeauvillé zeichnet sich durch zahlreiche Häuser aus dem 16. und 17. Jahrhundert aus. Dominierende mittelalterliche Baudenkmäler sind die Pfarrkirche Saint-Grégoire-le-Grand und der Metzgerturm (Tour des Bouchers; beide aus dem 13. Jahrhundert). Überragt wird der Ort von den drei Burgruinen Ulrichsburg (Stammsitz der Herren zu Rappoltstein), Girsberg und Hohrappoltstein.

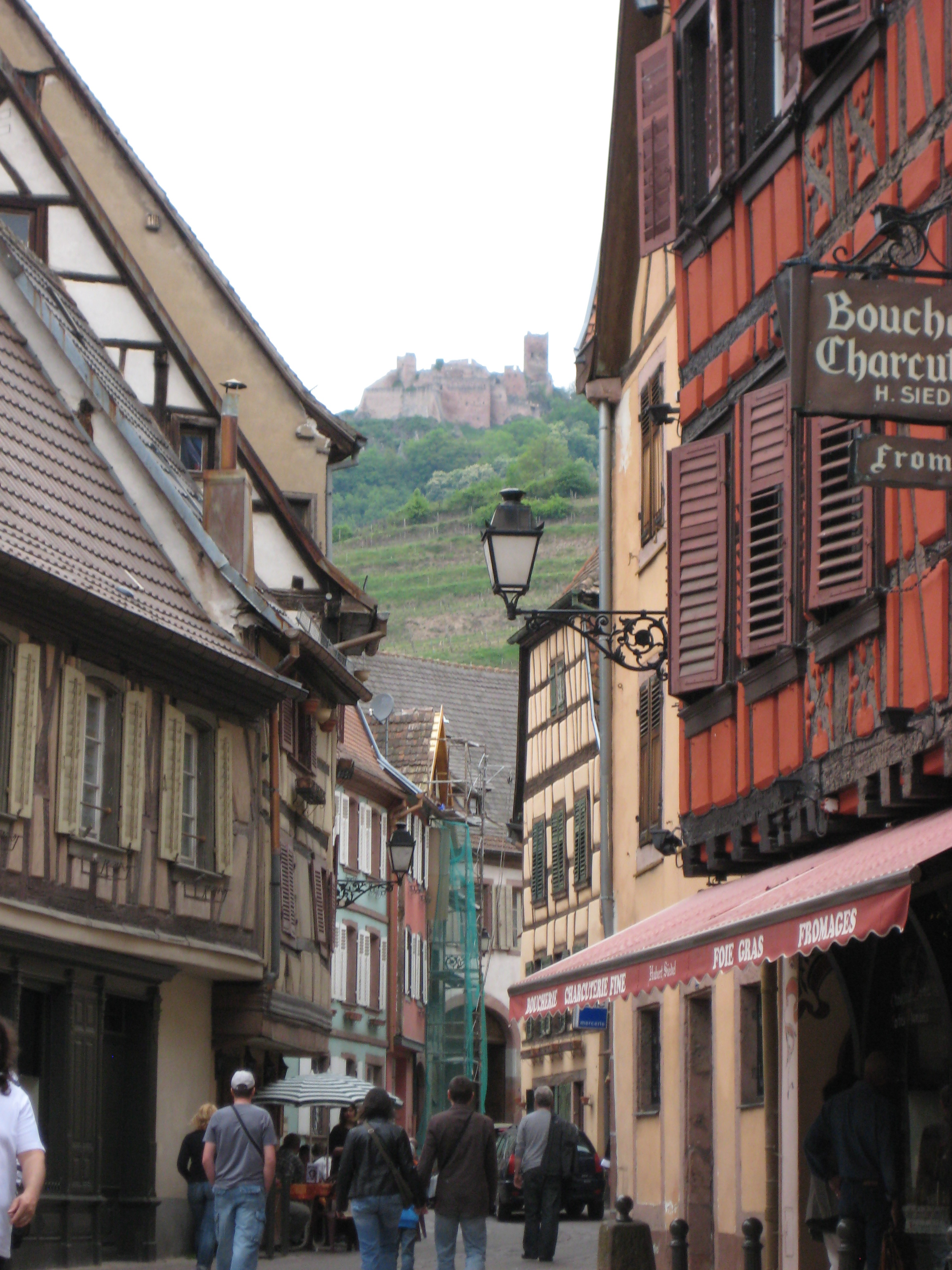
Altstadt mit der Ulrichsburg im Hintergrund
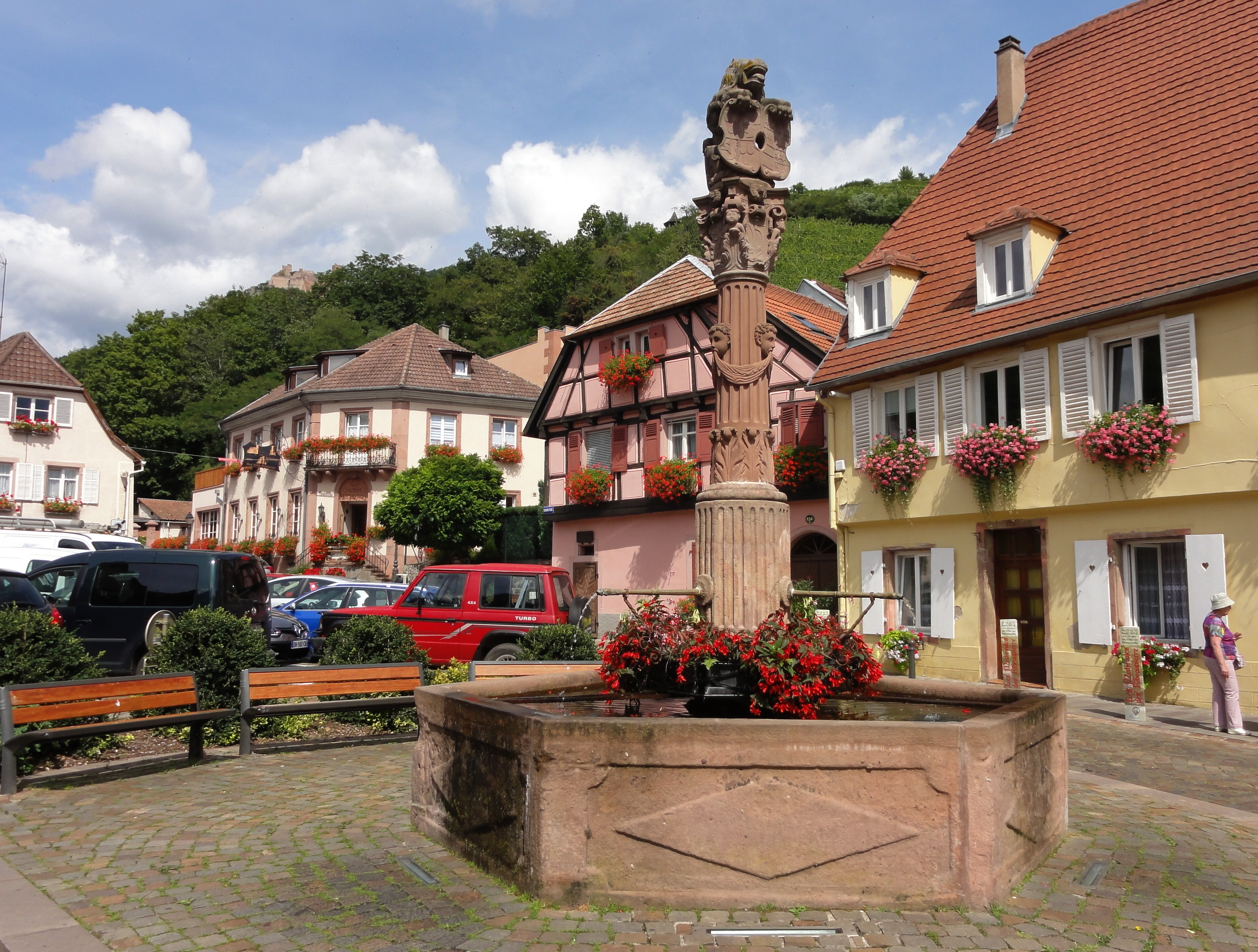
Brunnen am Platz der Republik
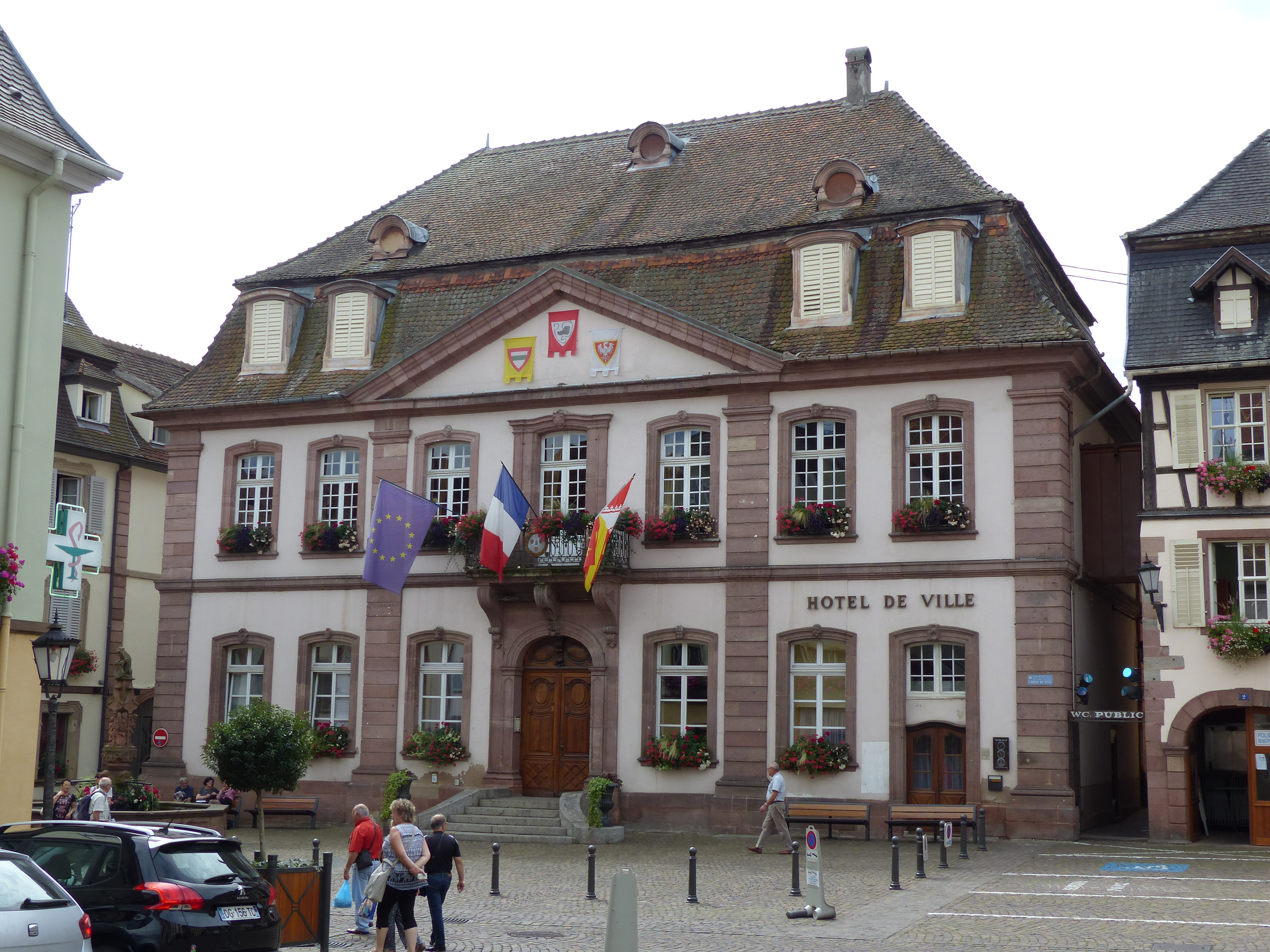
Place de l’Hôtel de Ville
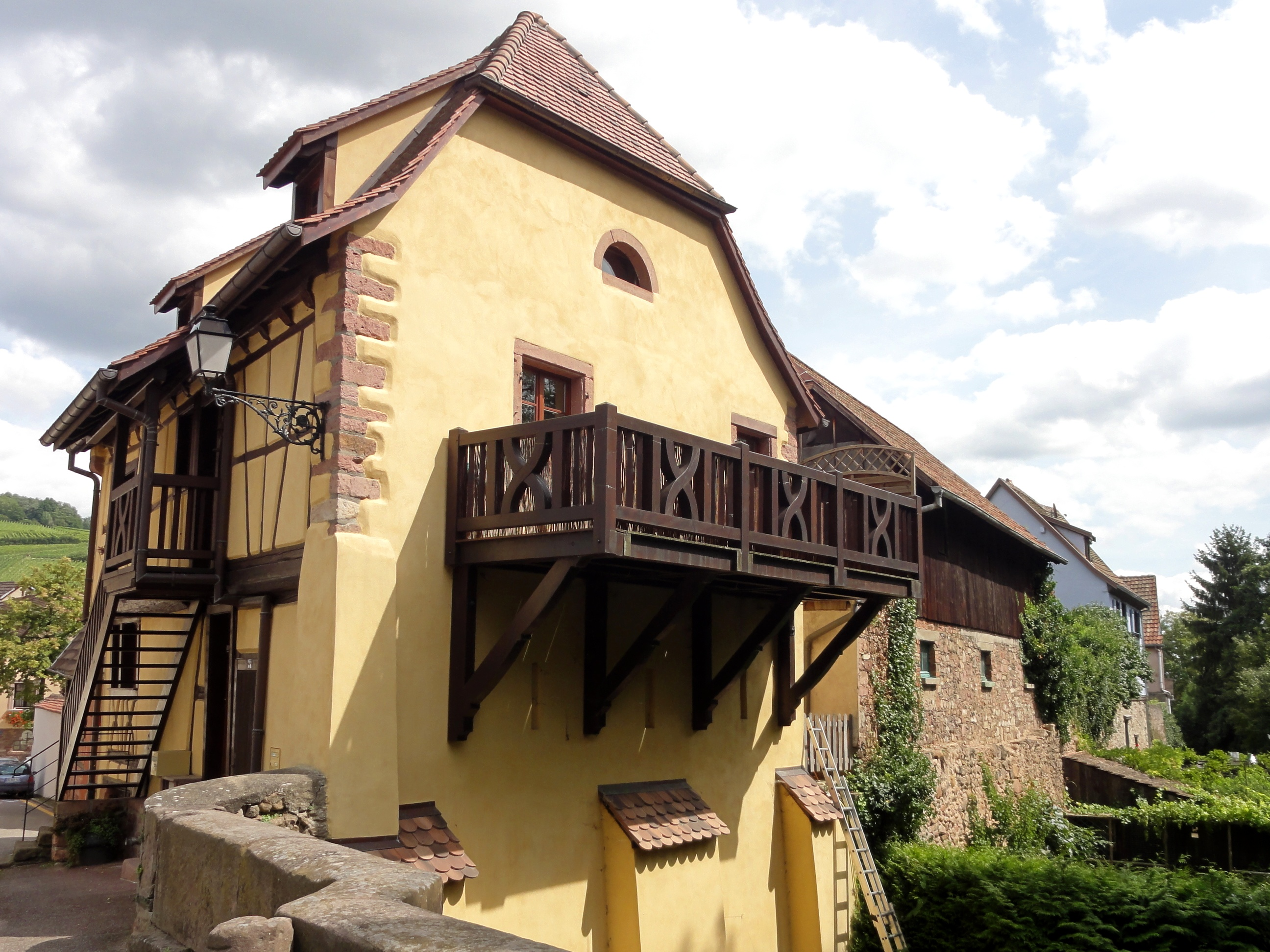
Wohnhaus - Rue de la Fontaine 20
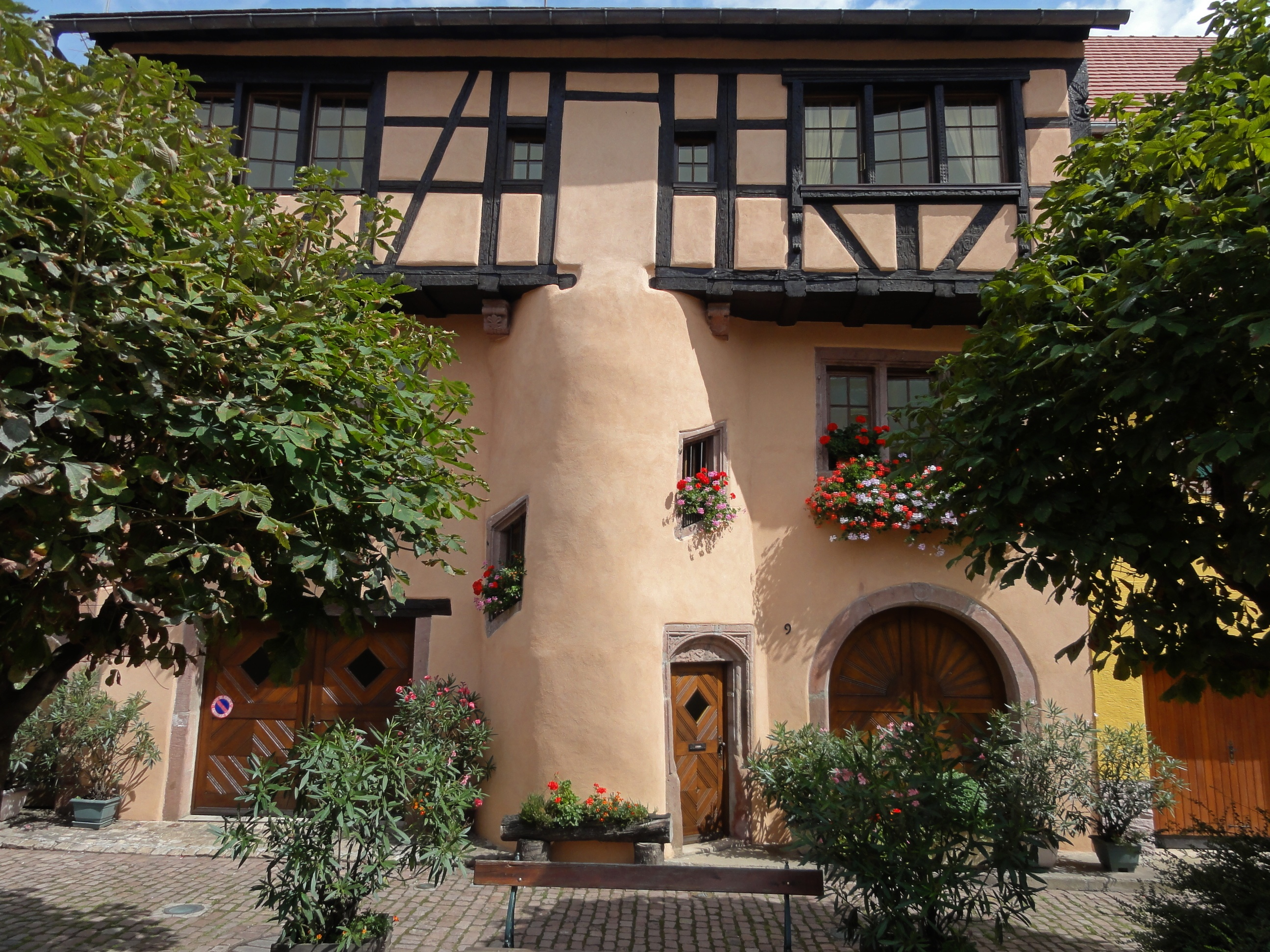
Müllerhaus - Place du Bouc 9
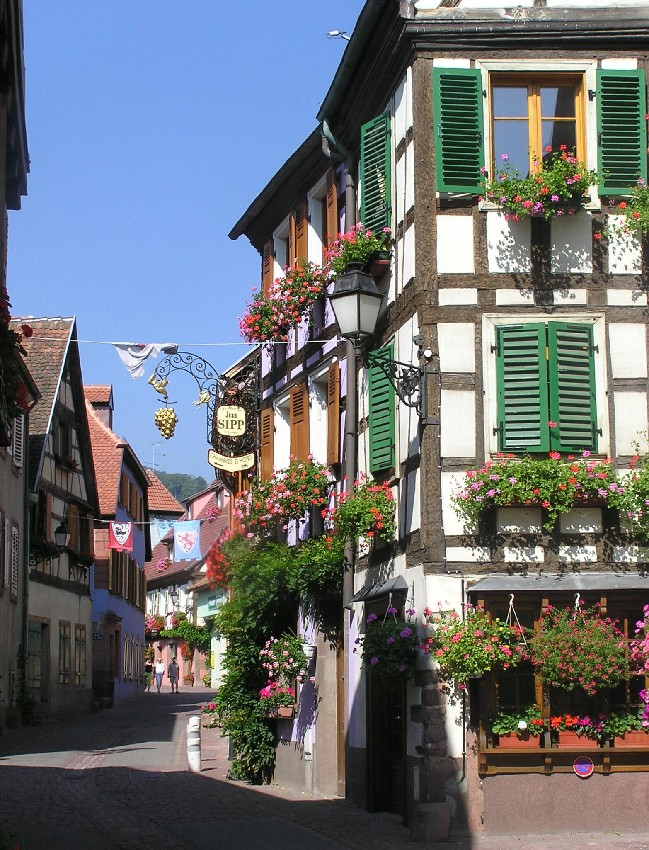
Typische Fachwerkgasse in Ribeauvillé

### St.-Gregor-Kirche
Die St.-Gregor-Kirche ist dem Hl. Gregor dem Großen (540–604) gewidmet und geht bis auf das 13. Jahrhundert zurück. Das Gebäude ist gotischen Stils und von der rheinischen Schule beeinflusst. Die Kirche hat ein Haupt- und zwei Seitenschiffe. Einige seiner architektonischen Eigenheiten sind als historische Baudenkmäler eingestuft. Die beiden Kirchportale an der Seite und hinten stammen aus dem 14. Jahrhundert. Das hintere Portal weist im Tympanon ein Bas-Relief mit der sitzenden Jungfrau auf, die Jesus auf den Knien trägt. Darunter sind der gekreuzigte Erlöser, zu seiner Rechten Maria und die Hl. Katharina mit ihren Folterinstrumenten Rad und Schwert. Zu seiner Linken stehen der Hl. Johannes der Täufer, das Lamm Gottes tragend, und Johannes der Evangelist. Zu beiden Seiten des Portals im Inneren befinden sich zwei Grabsteine an der Wand vom Ende des 18. Jahrhunderts.
Die Orgel der Kirche stammt aus dem Temple Neuf aus Straßburg und wurde vom Orgelbauer Rinck im Jahre 1700 geschaffen, von Legros im Jahre 1702 fertiggestellt und von Andreas Silbermann 1708 überprüft. Sie enthält einige der ältesten elsässischen Orgelpfeifen – nach denen der Kirche von Bouxwiller. Das Instrument wurde 1984 vom Orgelbauer Dieter Kern vollständig restauriert. Das polychrome Orgelgehäuse ist barocken Stils.

### Burg Girsberg
Die Burg Girsberg, französisch Château du Girsberg, liegt als Ruine einer Felsenburg auf 528 Meter Höhe an einem senkrecht aufragenden Granitfelsen über der Gemeinde Ribeauvillé. Ab 1250 von den Herren von Rappoltstein (franz.: Ribeaupierre) erbaut und 1288, nach Zerstörung durch Blitzschlag, wiedererrichtet, wird sie erstmals in Urkunden erwähnt. Im Jahre 1304 nahmen die Ritter von Girsberg die Burg zu Lehen und gaben ihr den Namen. Die Burg wurde am 11. Juni 1422 bei einer Fehde von Maximin I. Smassmann von Rappoltstein belagert, eingenommen und Guillaume von Girsberg wurde getötet. Die Kernburg wurde im 15. Jahrhundert bei einem Neubau vergrößert, der Bergfried erhöht und ein romanischer Wohnbau errichtet. Die Anlage wurde nach dem Aussterben des Geschlechts Rappoltstein Ende des 17. Jahrhunderts verlassen und dem Verfall preisgegeben. Die noch vorhandene Bausubstanz wurde in den 1990er Jahren restauriert.

### Burg Hohrappoltstein
Die Burg Hohrappoltstein, französisch Château du Haut-Ribeaupierre, ist die Ruine einer Gipfelburg auf 645 Meter Höhe über Ribeauvillé. Im 13. Jahrhundert wurde eine Befestigung aus dem Hochmittelalter durch die heutige Burg überbaut, welche 1254 erstmals urkundlich erwähnt wurde. Im Eigentum des Bistums Bamberg und später des Bistums Basel wurde die Anlage an die Familie von Rappoltstein bis zu deren Aussterben 1673 als Lehen gegeben. Die Burg war zuletzt nicht mehr bewohnt und eine Halbruine. Sie ist heute Eigentum des französischen Staats und der nationalen Forstbehörde Frankreichs (französisch Office national des forêts (ONF)) und wegen Einsturzgefahr für Besucher gesperrt. Die Burg ist von Wällen und Gräben umgeben und gliedert sich in ein sogenanntes Oberschloss mit Bergfried, die Unterburg Vorburg und eine Bastion auf der Südflanke mit einem zweiten Tor.

### Ulrichsburg
Die Ulrichsburg, französisch Château de Saint-Ulrich, ist die Ruine einer Spornburg in 510 Meter Höhe und die größte der drei nahe beieinanderliegenden Rappoltsteiner Burgen. Zwischen dem quadratischen Bergfried im Norden und einem Wehrturm im Süden gibt es Wohngebäude und eine Kapelle aus dem Jahr 1435. Ein Zwinger und der Rittersaal mit neun romanischen Zwillingsfenstern sind erhalten. Nach einer ersten Bauphase im 11. Jahrhundert wurde die Burg 1289 fertig gestellt und erstmals 1298 urkundlich erwähnt. Die Burg verwahrloste nach dem Dreißigjährigen Krieg. Die Ruine ist heute ein beeindruckendes Beispiel für die militärische Baukunst des mittelalterlichen Elsass.

### Notre-Dame de Dusenbach
Notre-Dame de Dusenbach ist ein Kapuzinerkloster und Wallfahrtsort bei Ribeauvillé. Nach Rückkehr aus dem Kreuzzug von Damiette ließ sich Egenolph II. von Rappoltstein, Lehnsherr des Basler Bischofs, 1221 als Einsiedler in Dusenbach nieder, um sich von den Strapazen des Krieges zu erholen. Er hatte von seinen Reisen eine Marienstatue mitgebracht und zum Dank für seine glückliche Heimkehr eine Kapelle in Dusenbach erbauen lassen. Um 1260 errichteten die Brüder Ulrich II. und Heinrich I. von Rappoltstein, Neffen von Egenolph II., eine zweite Kapelle neben der ersten. Beide Kapellen stehen hintereinander auf einem Felsen und sind gotisch geprägt. Anselm II. von Rappoltstein wurde 1296 nach dem missglückten Aufstand gegen König Adolf von Nassau arretiert und gelobte für seine Freilassung in Dusenbach eine neue Kapelle zu errichten. Dies geschah zu Mariä Lichtmess 1297, woraufhin er eine dritte Kapelle im gotischen Stil errichtete. Maximin II. von Rappoltstein stiftete 1484 nach einer Pilgerreise in das Heilige Land einen Kreuzweg mit einem Kalvarienberg und ersetzte 1494 die 1360 von Franzosen zerstörte Marienstatue durch eine hölzerne Mater Dolorosa, die Christus in ihren Armen trägt. Im Rahmen der Französischen Revolution wurden die Kapellen 1791 zerstört. Der nahezu originalgetreue Wiederaufbau erfolgte 1892 durch den Straßburger Bischof Adolf Fritzen. 1896 weihte der Bischof einen neuen Kreuzweg ein, dessen kleine Stationskapellen 1921/1922 und 2001/2004 restauriert wurden. Bis 2009 lebte in Dusenbach eine kleine Gemeinschaft der Kapuziner. Am 11. September 2016 wurde das Kloster wieder eröffnet.

### Brauchtum
Am ersten Sonntag im September ist Ribeauvillé bis heute Schauplatz eines traditionellen Fests, des „Pfifferdaj“ (Fête des Ménétriers, auch Jour des Fifres; dt. Pfeifertag), an dem Straßenmusikanten aus der gesamten Region ihrem einstigen adligen Schutzherrn, dem Seigneur de Ribeaupierre, den Treueid bestätigen.

### Umgebung
In den Bergen westlich der Stadt liegen die Ruine des Klosters Sylo und die Burgruine Bilstein. Auf dem Gipfelgrat des Taennchel befinden sich neben mehreren interessanten Felsformationen vor allem die Reste der rätselhaften „Heidenmauer“ (Mur païen), einer 2,3 km langen Befestigungsanlage unbekannten Alters.

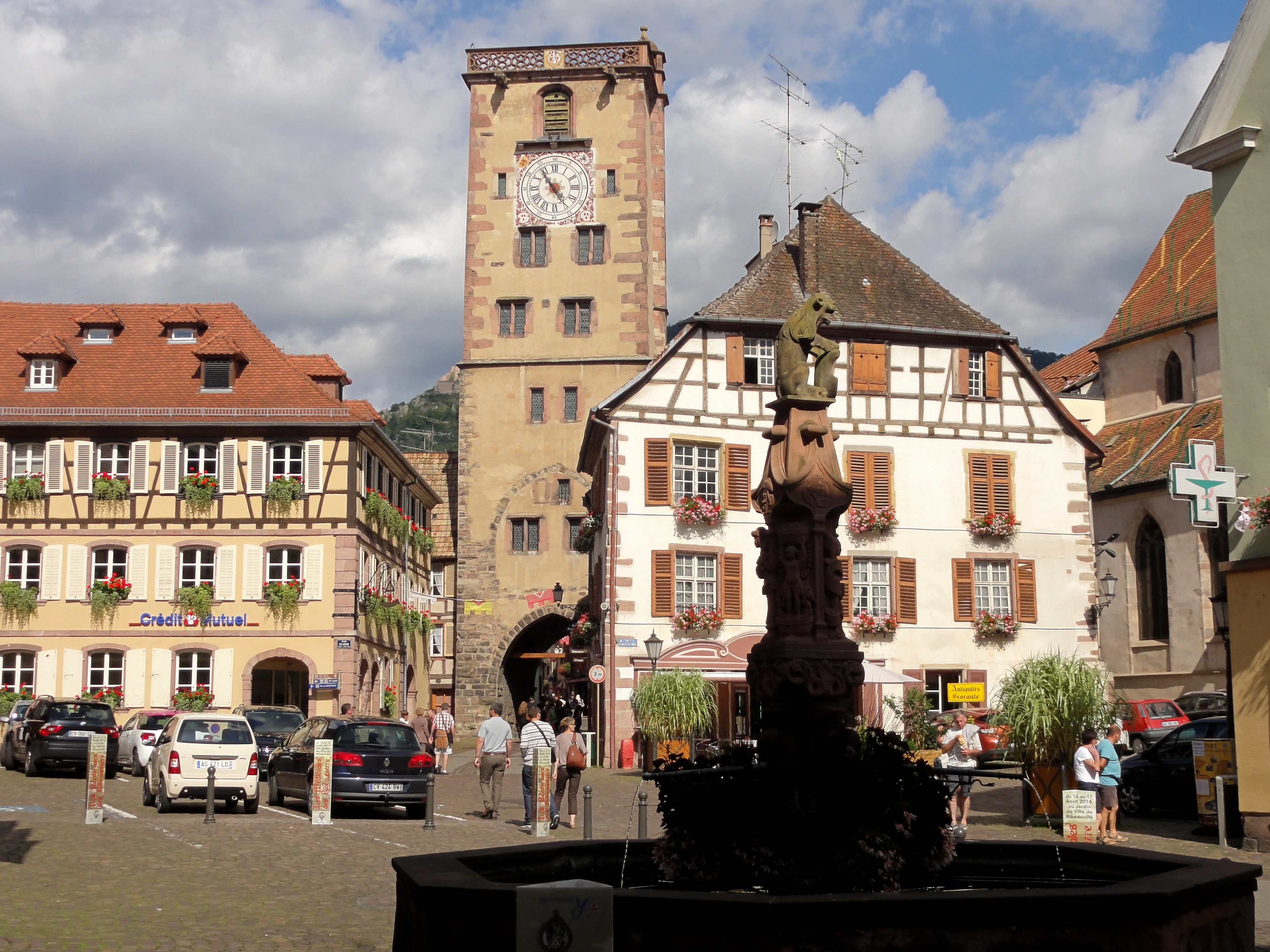
Metzgerturm
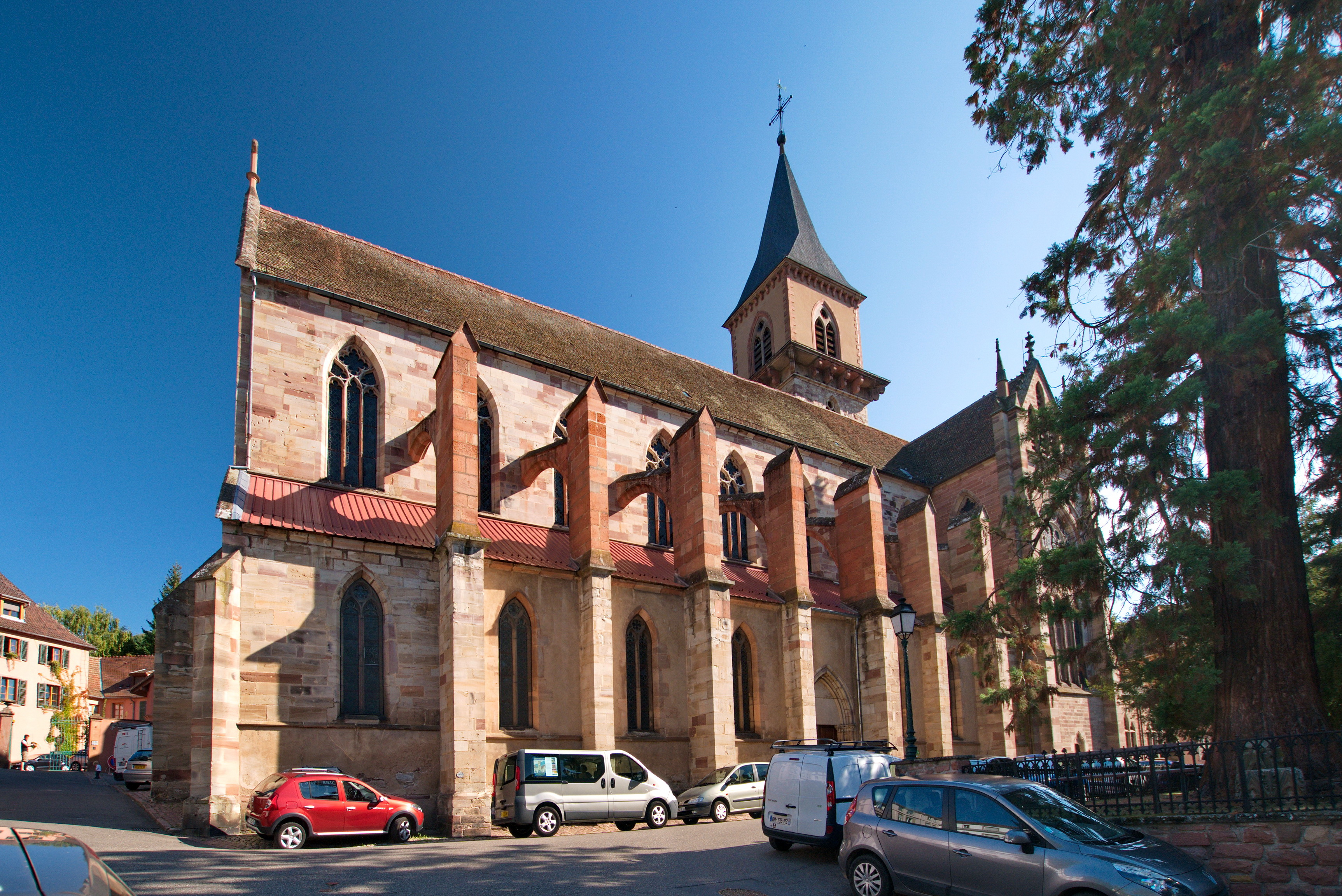
St.-Gregor-Kirche
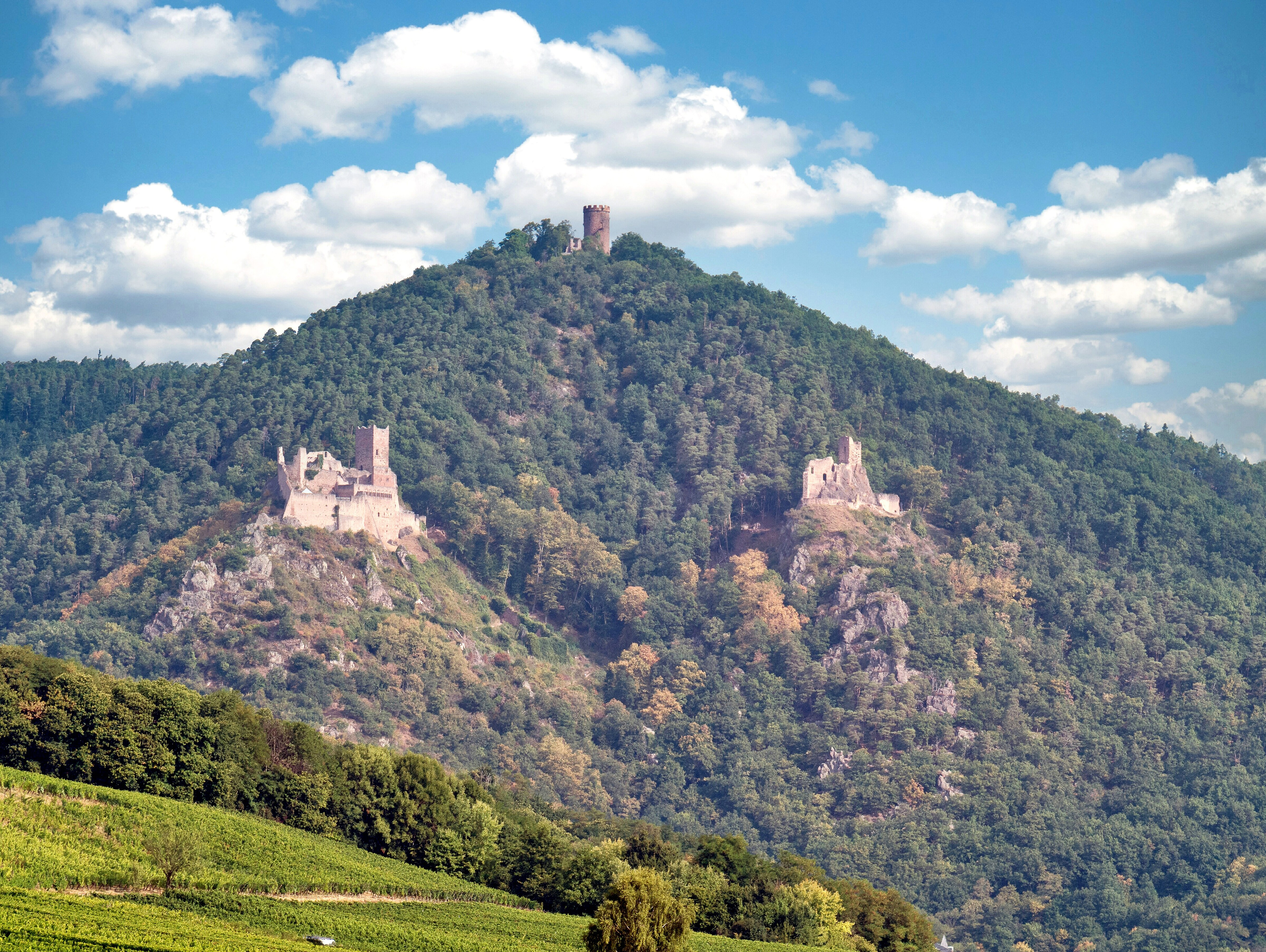
Die drei Burgen von Ribeauvillé (Rappoltsweiler Schlösser)
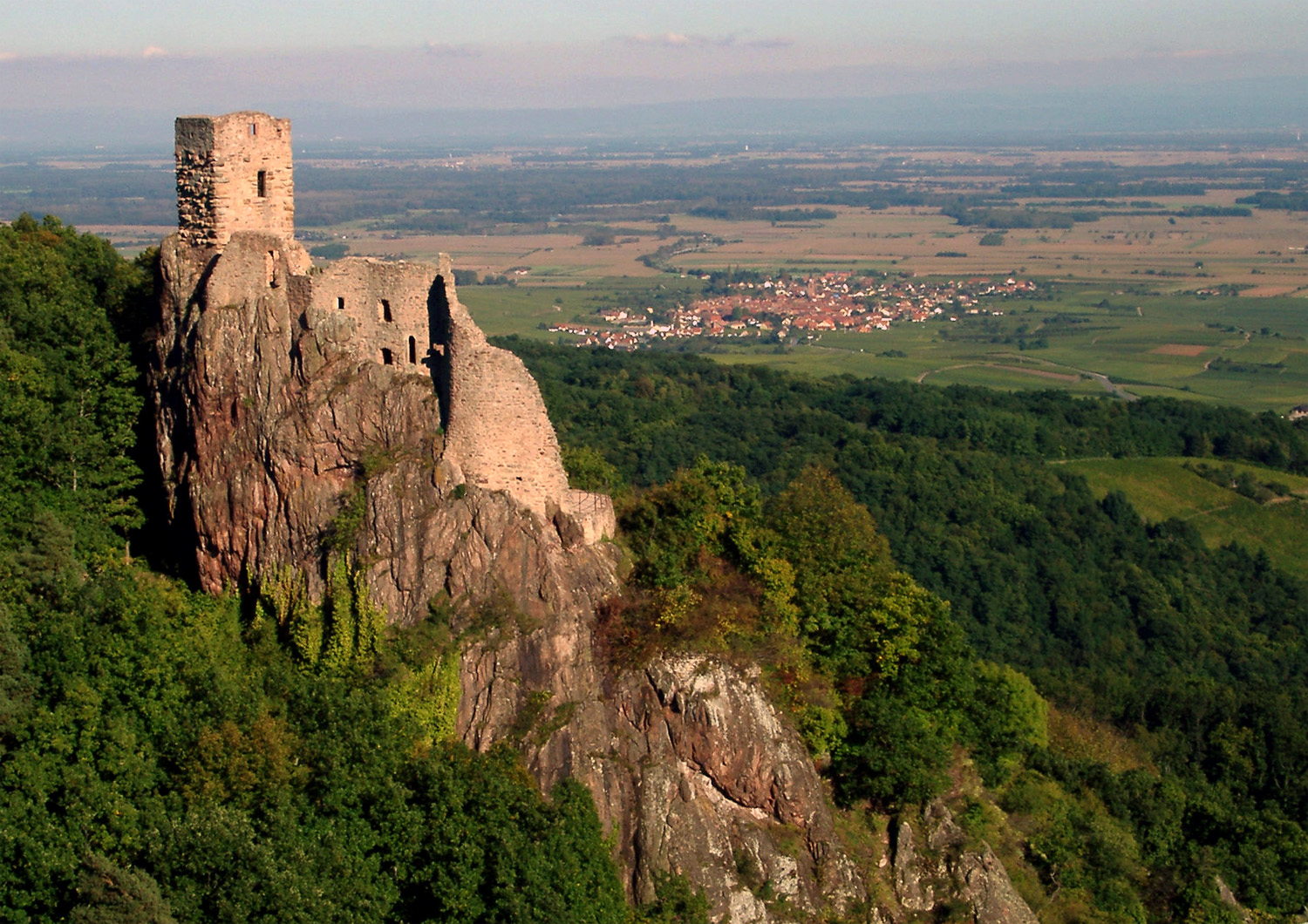
Burg Girsberg
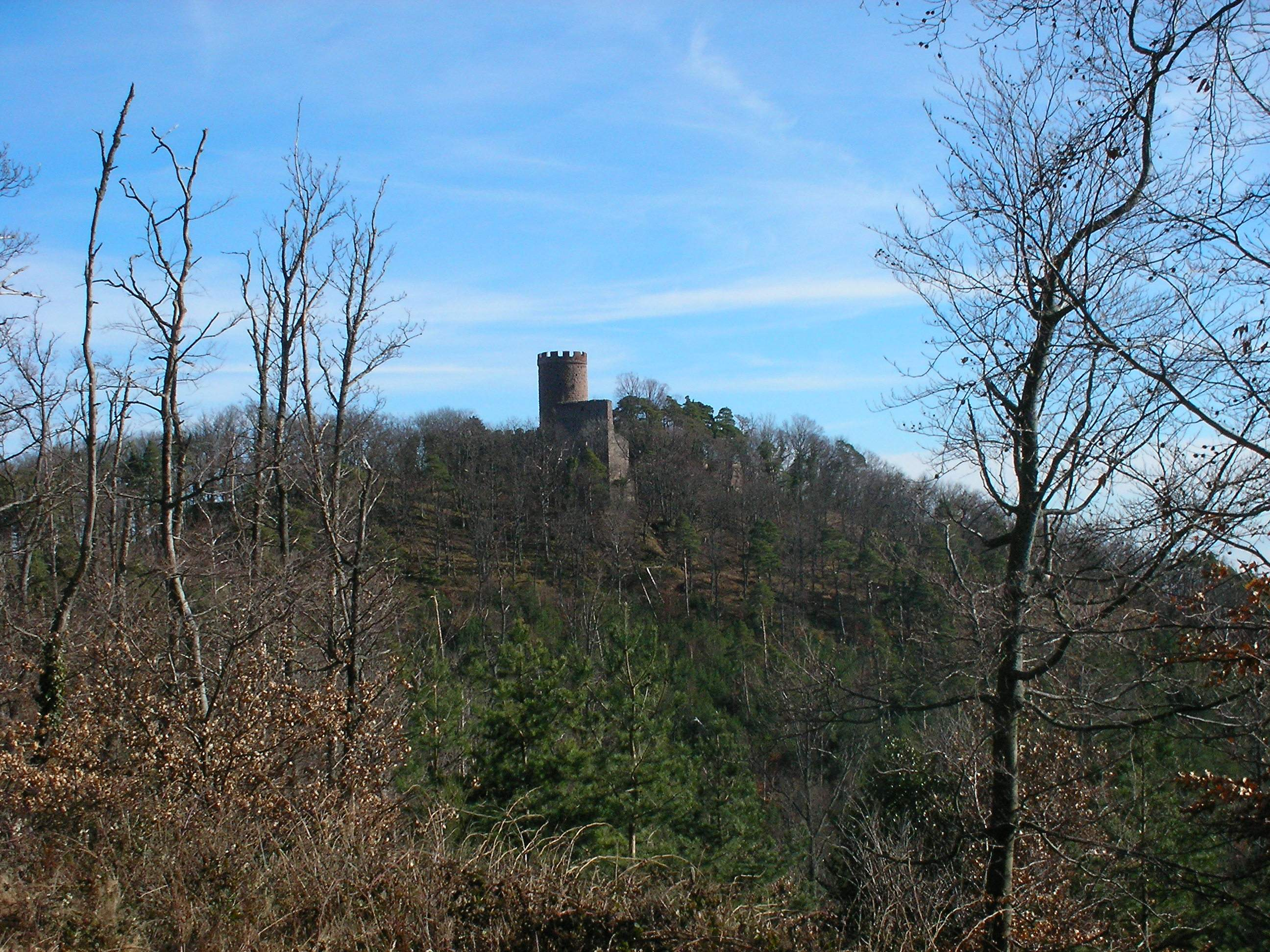
Burg Hohrappoltstein
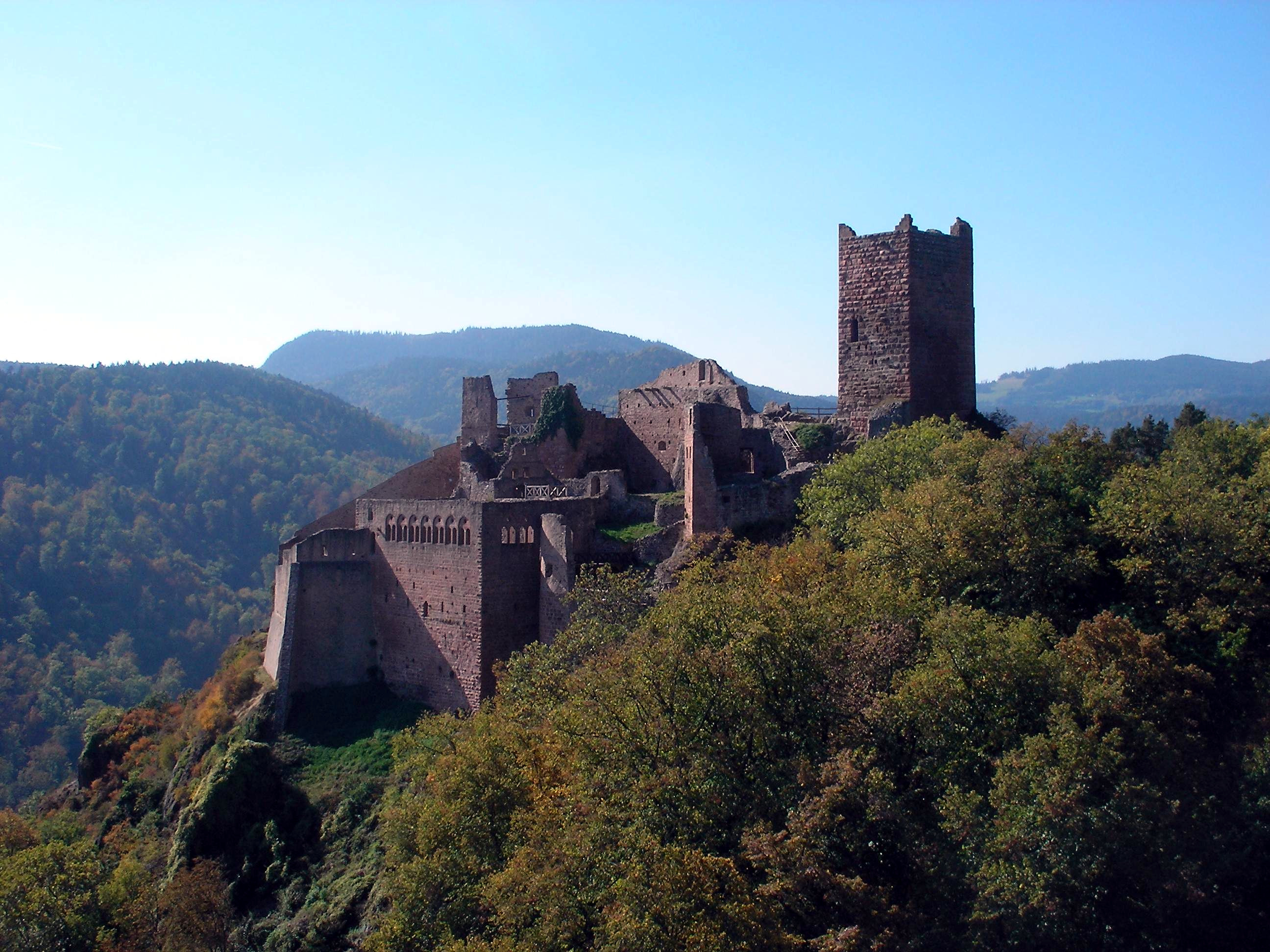
Ulrichsburg
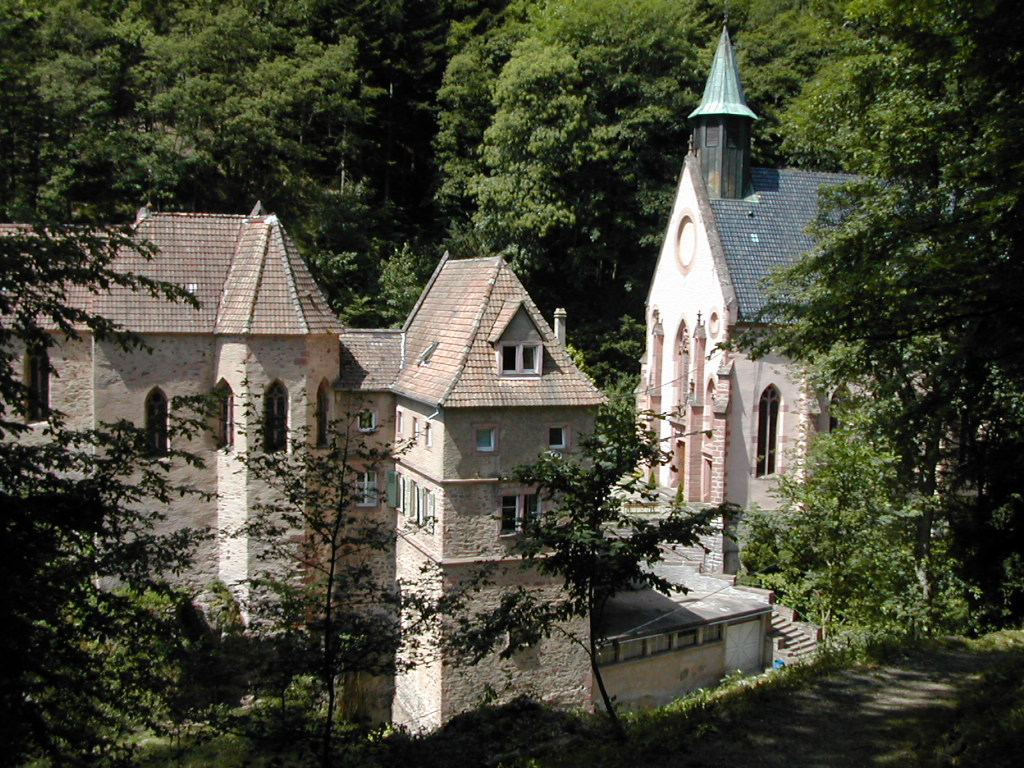
Notre-Dame de Dusenbach

## Wirtschaft
Wegen seiner reizvollen landschaftlichen Lage an der Elsässer Weinstraße, der Nähe zu den Vogesen und der zahlreichen Baudenkmäler ist Ribeauvillé ein beliebtes Ausflugsziel, der Fremdenverkehr daher ein bedeutender Wirtschaftsfaktor. Eine wichtige Rolle spielt auch der Weinbau (auf 321 Hektar Rebfläche); bekannte Alsace-Grand-Cru-Weinlagen sind Geisberg, Kirchberg und Osterberg. Auch die Gastronomie ist ein bedeutender Wirtschaftsfaktor. In der Stadt ist ferner der Mineralwasserabfüller Société des Eaux (Markenname „Carola“) ansässig. Der japanische Elektronikkonzern Sony hat in Ribeauvillé eine Niederlassung.

## Verkehr

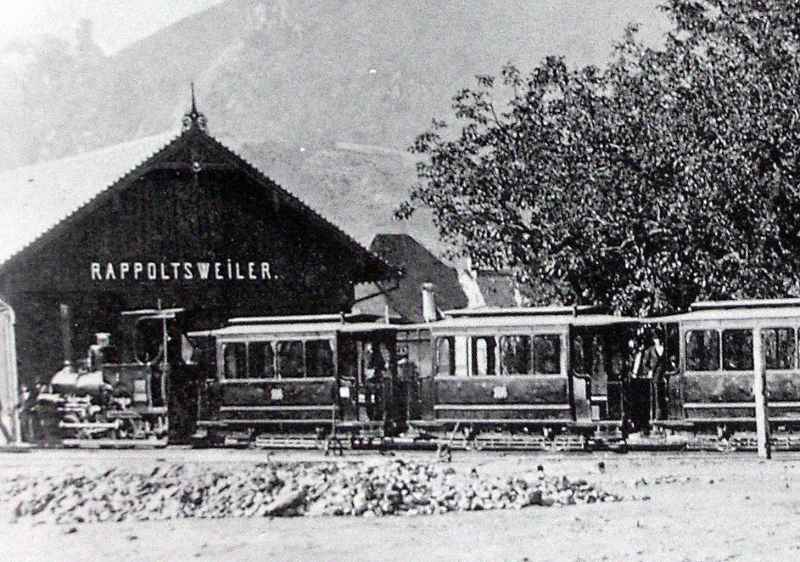
Bahnhof Rappoltsweiler-Stadt, vor 1894

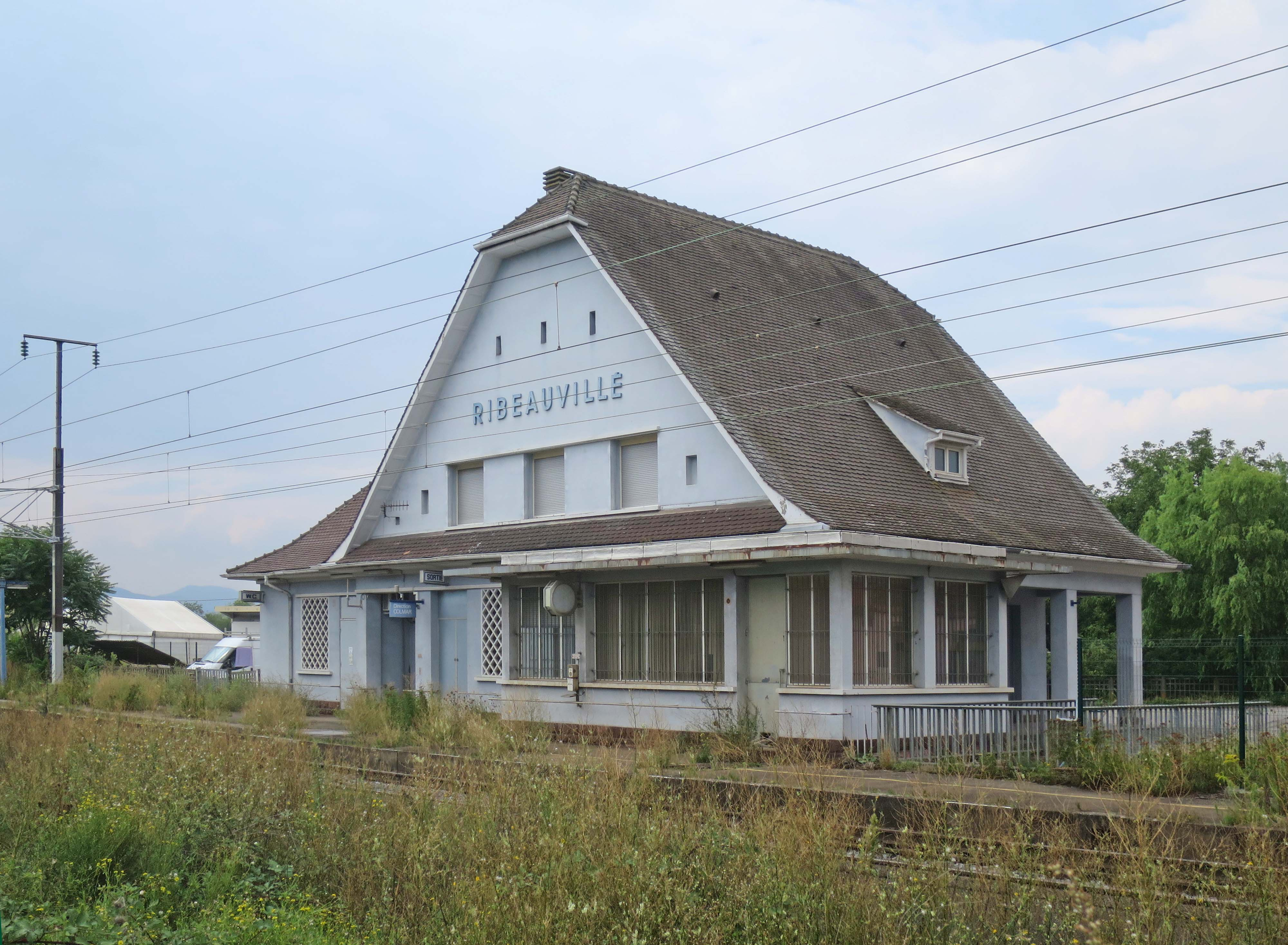
Staatsbahnhof Ribeauvillé

Der Bahnhof von Ribeauvillé lag etwa 4 km östlich des Ortes an der Bahnstrecke Strasbourg–Basel. Er ist heute für den Personenverkehr geschlossen. Um die Distanz zwischen der Gemeinde und ihrem Bahnhof zu überbrücken, ging 1879 die Schmalspurbahn Ribeauvillé-Ville–Ribeauvillé-Gare in Betrieb. 1894 wurde sie auf Normalspur umgespurt, 1938 stillgelegt.

## Persönlichkeiten
- Matthias Erb (1494–1571), Reformator, verbrachte seine letzten Jahre in Ribeauvillé
- Philipp Jacob Spener (1635–1705), lutherischer Theologe und Heraldiker
- Johann Balthasar Schäffer (1684–1750), Augustiner-Eremit und Tanzmeister
- Johann Baptist Wendling (1723–1797), Komponist
- Friedrich Michael von Pfalz-Birkenfeld (1724–1767), Pfalzgraf
- Johann Friedrich Christian Köllner (1733–1809), Hofgärtner und Gartendirektor in Saarbrücken
- Sigismund Friedrich von Berckheim (1775–1819), französischer General
- Johann Christian Schoeller (1782–1851), deutscher Maler, Miniaturist und Zeichner
- Christian Franz von Weber (1785–1862), königlich bayerischer Generalleutnant und Hofmarschall
- André Friedrich (1798–1877), Zeichner, Bildhauer und Lithograph
- Carl August von Steinheil (1801–1870), Physiker und Astronom
- Germain Sée (1818–1896), Mediziner und Hochschullehrer in Paris
- Maurice Lévy (1838–1910), Mathematiker, Physiker und Ingenieur
- Henry Farny (1847–1916), französisch-amerikanischer Maler und Illustrator der Düsseldorfer und Münchner Schule
- Émile Neubert (1878–1967), Priester
- Hans Halm (1879–1957), deutscher General der Infanterie
- Paul Winter (1906–1992), französischer Leichtathlet
- Eric Schlumberger (* 1932), Maler und Filmemacher, lebt in Ribeauvillé. Er war einer der Produzenten des Films Z
- Claude Leron (* 1944), Catch-Europameister, verbrachte seine Kindheit in Ribeauvillé

## Städtepartnerschaften
Mit Landau in der Pfalz besteht seit 1960 eine Städtepartnerschaft.